# Enzo Maresca
Enzo Maresca (phát âm tiếng Ý: [ˈɛntso maˈreska]; sinh ngày 10 tháng 2 năm 1980) là một huấn luyện viên bóng đá chuyên nghiệp và cựu cầu thủ bóng đá người Ý hiện đang là huấn luyện viên trưởng của câu lạc bộ Chelsea tại Premier League.

## Sự nghiệp câu lạc bộ

### Những năm đầu
Sinh ra ở Pontecagnano Faiano, tỉnh Salerno, Maresca bắt đầu chơi bóng ở tuổi 11 với AC Milan và gia nhập Cagliari sau ba năm.
Ông bắt đầu sự nghiệp chuyên nghiệp của mình với câu lạc bộ Anh West Bromwich Albion mặc dù "không nắm vững tiếng Anh". Ông ra mắt trong trận thua 2–0 trên sân nhà trước Bradford City vào ngày 20 tháng 9 năm 1998 và gắn bó với câu lạc bộ trong vòng hai mùa giải không trọn vẹn tại Football League First Division.

### Juventus
Vào tháng 1 năm 2000, Maresca quay trở lại Ý và gia nhập Juventus với một vụ chuyển nhượng trị giá 4,3 triệu bảng, một vụ mua bán kỷ lục của câu lạc bộ đối với Albion vào thời điểm đó. Ông đã chơi một trận tại Serie A trước khi mùa giải kết thúc.
Trong hai trong ba mùa giải tiếp theo, Maresca được cho các đội bóng cùng hạng là Bologna và Piacenza mượn với tư cách là một thỏa thuận đồng sở hữu. Ông ghi chín bàn trong mùa giải 2002–03 cho Piacenza nhưng đội phải xuống hạng. Trong mùa giải trước, ông đã ghi bàn gỡ hòa quan trọng trong trận lượt về Derby della mole trước câu lạc bộ hàng xóm Torino. Tuy nhiên, ông đã gây tranh cãi khi ăn mừng bàn thắng bằng cách bắt chước cách ăn mừng bàn thắng "sừng bò" trước đó của Marco Ferrante của Torino (con bò đực là biểu tượng của câu lạc bộ vì nó là quốc huy của Turin và đội bóng này còn được biết đến ở dạng rút gọn là "Toro", có nghĩa là "con bò đực" trong tiếng Ý). Juventus sau đó đã mua 50% quyền sở hữu còn lại của ông với trị giá 2,6 triệu euro.

### Fiorentina
Vào mùa hè năm 2004, Fiorentina ký hợp đồng với Maresca cùng với Fabrizio Miccoli và Giorgio Chiellini với trị giá 13 triệu euro, Juventus nắm giữ một nửa quyền của các cầu thủ. Maresca chơi 60 phút trong trận ra mắt chính thức cho Fiorentina trong trận thua 0–1 trước Roma vào ngày 12 tháng 9.
Khi Viola suýt phải xuống hạng vào cuối mùa giải, Juventus đã mua lại cả ba cầu thủ với trị giá khoảng 6,7 triệu euro trong một cuộc đấu giá giấu mặt giữa các câu lạc bộ. Chi phí của Maresca chỉ khoảng 7.000 € nhưng một khoản phí đại lý bổ sung 420.000 € để giữ chân người chơi cũng liên quan.

### Olympiacos
Vào ngày 13 tháng 7 năm 2009, Maresca chuyển đến câu lạc bộ Hy Lạp Olympiacos theo hợp đồng 3 năm. Ông ghi bàn trong trận ra mắt Superleague trong chiến thắng 2–0 trước Larissa và xuất hiện thường xuyên trong mùa giải 2009–10 khi câu lạc bộ có trụ sở tại Piraeus kết thúc chung cuộc ở vị trí thứ hai.

### Málaga
Sau khi chấm dứt hợp đồng với Olympiacos vào tháng 8 năm 2010, Maresca tập luyện với câu lạc bộ cũ Fiorentina để duy trì thể lực thi đấu. Vào ngày 7 tháng 12, ông đã đàm phán với Málaga và sau khi trải qua cuộc kiểm tra y tế, ông đã ký hợp đồng với câu lạc bộ đến từ Andalusia cho đến tháng 6 năm 2012. Maresca chơi 57 phút trong trận ra mắt cho câu lạc bộ mới trong trận hòa 1–1 trên sân nhà trước Athletic Bilbao vào ngày 8 tháng 1 năm 2011. Vào ngày 7 tháng 5, ông đã đóng góp một bàn thắng vào chiến thắng 3–0 của câu lạc bộ trước Atlético Madrid.
Maresca ra sân tại 19 trận đấu trong mùa giải 2011–12 (chín trận ra sân và hai bàn thắng) khi đội của ông cán đích ở vị trí thứ tư và đủ điều kiện tham dự UEFA Champions League lần đầu tiên trong lịch sử.

## Sự nghiệp quốc tế
Maresca được chọn vào đội tuyển U-20 Ý để tham dự Giải đấu Maurice Revello năm 2000 và về đích ở vị trí á quân cùng với đội U-18 tại Giải vô địch U-18 châu Âu 1999.
Ông cũng từng đại diện cho đội U-21 từ 2000 đến 2002 mặc dù đã bỏ lỡ giải đấu Giải vô địch U-21 châu Âu 2002 ở Thụy Sĩ do chấn thương khi Ý lọt vào bán kết của giải đấu. Ông chưa bao giờ thi đấu cho đội tuyển quốc gia.

## Sự nghiệp huấn luyện viên

### Những năm đầu
Sau khi giải nghệ với tư cách là cầu thủ vào mùa hè năm 2017, Maresca làm trợ lý huấn luyện viên cho Fulvio Fiorin tại Ascoli Calcio 1898. Sau đó, ông làm trợ lý cho Vincenzo Montella tại Sevilla FC kể từ năm 2017 đến năm 2018. Kể từ tháng 5 năm 2018 đến năm 2019, ông là trợ lý huấn luyện viên của Manuel Pellegrini tại West Ham United ở Premier League.
Vào tháng 8 năm 2020, ông được Manchester City bổ nhiệm làm quản lý Đội phát triển ưu tú (Elite Development Squad) của họ.

### Parma
Sau khi giành chức vô địch Premier League 2 cùng Manchester City, Maresca được câu lạc bộ Parma tại Serie B bổ nhiệm làm huấn luyện viên trưởng mới. Ông đã thất bại trong việc dẫn dắt Parma giành suất thăng hạng và cuối cùng bị sa thải vào ngày 23 tháng 11 năm 2021.
Vào tháng 6 năm 2022, ông quay trở lại Manchester City với tư cách là trợ lý huấn luyện viên của Pep Guardiola và thay thế Juanma Lillo, người đã trở thành huấn luyện viên của Al-Sadd.

### Leicester City
Vào ngày 16 tháng 6 năm 2023, Maresca được bổ nhiệm làm huấn luyện viên của câu lạc bộ Leicester City tại Championship sau khi ký hợp đồng có thời hạn 3 năm với câu lạc bộ Anh vừa mới xuống hạng. Ông có trận đấu cầm quyền đầu tiên trong trận chiến thắng 2–1 cho Leicester trước Coventry City vào ngày 6 tháng 8 năm 2023. Sau khi bắt đầu mùa giải với tỷ lệ thắng 100% trong bốn trận đấu đầu tiên tại Championship, Maresca đã được vinh danh là Huấn luyện viên xuất sắc nhất tháng của EFL Championship vào tháng 8. Vào tháng 10, ông giành được giải thưởng này lần thứ hai sau khi giúp Leicester lập một kỷ lục hoàn hảo khác với 6 trận thắng và 15 bàn thắng sau 6 trận đấu. Vào tháng 12, ông giành được giải thưởng này lần thứ ba sau khi Leicester đứng đầu giải đấu cuối năm 2023, giành được sáu trận thắng và ghi 18 bàn sau bảy trận. Vào ngày 26 tháng 4 năm 2024, ông đã giúp Leicester giành quyền thăng hạng trở lại Premier League và trở thành nhà vô địch EFL Championship vào ngày 29 tháng 4 sau chiến thắng 3–0 trên sân khách trước Preston North End. Ông đã được trao giải Huấn luyện viên xuất sắc nhất tháng của EFL Championship lần thứ tư trong mùa giải vào tháng 4 năm 2024 vì đã kiếm 15 điểm sau bảy trận đấu.

### Chelsea
Vào ngày 3 tháng 6 năm 2024, câu lạc bộ Premier League Chelsea đã xác nhận rằng Maresca sẽ gia nhập câu lạc bộ với tư cách là huấn luyện viên trưởng vào ngày 1 tháng 7 năm 2024 sau khi ký hợp đồng có thời hạn 5 năm với điều khoản gia hạn thêm một năm.

## Đời tư
Maresca kết hôn với Maria Jesus Pariente và cặp đôi có bốn người con.

## Thống kê sự nghiệp huấn luyện
Tính đến 3 tháng 6 năm 2024
| Đội            | Từ                  | Đến                  | Thống kê | Thống kê | Thống kê | Thống kê | Thống kê | Thống kê | Thống kê | Thống kê | Nguồn  |
| Đội            | Từ                  | Đến                  | Trận     | T        | H        | B        | BT       | BB       | HSBT     | % thắng  | Nguồn  |
| -------------- | ------------------- | -------------------- | -------- | -------- | -------- | -------- | -------- | -------- | -------- | -------- | ------ |
| Parma          | 27 tháng 5 năm 2021 | 23 tháng 11 năm 2021 | 14       | 4        | 5        | 5        | 18       | 21       | −3       | 028,57   | [ 19 ] |
| Leicester City | 16 tháng 6 năm 2023 | 3 tháng 6 năm 2024   | 53       | 36       | 4        | 13       | 103      | 50       | +53      | 067,92   | [ 20 ] |
| Chelsea        | 1 tháng 7 năm 2024  | nay                  | 1        | 0        | 0        | 1        | 0        | 2        | −2       | 000,00   | [ 21 ] |
| Tổng cộng      | Tổng cộng           | Tổng cộng            | 68       | 40       | 9        | 19       | 121      | 73       | +48      | 058,82   | —      |

## Danh hiệu

### Cầu thủ
Juventus
- Serie A: 2001–02
- Supercoppa Italiana: 2003

Sevilla
- Copa del Rey: 2006–07
- Supercopa de España: 2007
- UEFA Cup: 2005–06, 2006–07
- UEFA Super Cup: 2006

Palermo
- Serie B: 2013–14

### Huấn luyện viên
U-23 Manchester City
- Premier League 2: 2020–21

Leicester City
- EFL Championship: 2023–24

Chelsea
- UEFA Conference League: 2024–25[22]
- FIFA Club World Cup: 2025[23]

### Cá nhân
- Huấn luyện viên xuất sắc nhất tháng của EFL Championship: Tháng 8 năm 2023, tháng 10 năm 2023, tháng 12 năm 2023, tháng 4 năm 2024